# Comuna Albeștii de Muscel, Argeș
Albeștii de Muscel (în trecut, Albești) este o comună în județul Argeș, Muntenia, România, formată din satele Albești (reședința) și Cândești.

## Așezare
Existența unei comunități umane pe teritoriul actual al localității Albești este atestată prin ansamblul mormintelor (de înhumație și de incinerație) - cu ciste rectangulare din plăci de piatră (sfârșitul epocii pietrei și începutul epocii bronzului), descoperite în punctul „La Zărziaru”.
Albești - toponimul se explică prin antroponimicul Albu + sufixul - ești, care indică organizarea socială pe bază de obște a așezării, fie prin apelativul alb (cu referire directă la culoarea calcarului de Albești) + sufixul - ești.
Cândești - toponimul este format din de eponimul Cândea, atestat documentar în Evul Mediu + sufixul -ești, a cărui valoare semantică precizează apartenența familială a locuitorilor.
Comuna se află situată în partea de nord a județului Argeș, pe cursul superior al Bratiei, Brătioarei și Bughiței Albeștilor. Este deservită de șoseaua județeană DJ735, care o leagă spre sud-est de Bughea de Sus și Câmpulung (unde se termină în DN7).
Din punct de vedere al reliefului zona este depresionară și colinară înaltă, flancată în partea de nord de colinele munților Iezer-Păpușa (2462 m).

## Rezervații naturale

### Calcarul numilitic de la Albești
Este „o insulă de depozite eocene” care se caracterizează prin imensa acumulare de numuliți (resturi fosile foraminifere), relevând sedimentarea formațiunii geologice în condiții optime de dezvoltare a organismelor calcaroase. Rezervația „Cariera Mare” - decretată monument al naturii de către Comisia pentru ocrotirea monumentelor naturii - este constituită dintr-un calcar alb-gălbui de vârstă eocenă, cunoscut sub numele de Calcar numulitic de Albești sau Piatră de Albești. Perimetrul rezervației ocupă o suprafață de circa 3600 m².
Făcând o analiză amănunțită asupra compoziției calcarului galben-cafeniu, roșcat, vânăt sau alburiu, prof. Alexandru Bera observa că este alcătuit din numuliți mari - animale fosile, caracteristice primei jumătăți a erei terțiare, ale căror cochilii au format calcare - și din alge de tip Litbotamnium.
În situația în care rocile sedimentare prezintă aspectul unei gresii vinete sau roșcate cu elemente de cuarț - denumite local „ciulini” -, compoziția acestora include „tuburi de anelide (încregături de viermi cu corpul cilindric, segmentat în numeroase inele), numuliți mici și orbitoide.
Între fosilele depistate în compoziția rocilor, se semnalează prezența foraminiferelor (animale unicelulare din încrengătura protozoarelor care au corpul acoperit cu o secreție calcaroasă și trăiesc în apele marine): Nummulites distans, Nummulites irregularis, a resturilor de crabi (Ranina reussi și Ranina marestiana), arici de mare (Conoclypeus conoideus), branhiopodul Terebratula grandis, dinți ai rechinilor fosili (Charcharrodon angustidens și Lamna elegans). Referindu-se la constituția petrografică a calcarului numulitic de Albești, specialistul menționat constata că acesta „reprezintă un depozit bentogen-litoral format într-o mare caldă, în jurul unor insule sau în apropierea unui țărm compus din roci cristaline, roci pe care le întâlnim de altfel în cuprinsul satului Albești, întovărășind granitul”.

### Granitul de Albești
Martor geologic, localizat spre nord de cota 708, granitul de Albești ocupă o suprafață de circa 300 m², fiind „dezagregat sub forma a numeroase blocuri cu dimensiuni până la 2 m³”. Relieful granitic are aspect pegmatitic cu două varietăți de feldspat: ortoză de dimensiuni sub 7 cm, având o culoare albă-gălbuie și albitul redus dimensional, alb-cenușiu cu nuanțe de verde. În compoziția granitului, cu luciu sidefos, compus din foițe ce se pot desprinde cu ușurință. Situată în centrul unor depozite sedimentare, din cauza eroziunii învelișului rocilor eruptive, ivirea granitică de la Albești prezintă o importanță considerabilă, întrucât este „ușor accesibilă cercetării și vizitării”, spre deosebire de cele semnalate în flancul sudic al Munților Făgăraș și al Munților Leaota. Carieră de exploatare a calcarului utilizat în edificarea și decorarea unor construcții monumentale din România.

## Demografie
Componența etnică a comunei Albeștii de Muscel
     Români (93,09%)
     Alte etnii (0,07%)
     Necunoscută (6,84%)
Componența confesională a comunei Albeștii de Muscel
     Ortodocși (80,07%)
     Creștini după evanghelie (7,51%)
     Evanghelici (3,2%)
     Penticostali (1,19%)
     Alte religii (0,59%)
     Necunoscută (7,43%)
Conform recensământului efectuat în 2021, populația comunei Albeștii de Muscel se ridică la 1.345 de locuitori, în scădere față de recensământul anterior din 2011, când fuseseră înregistrați 1.578 de locuitori. Majoritatea locuitorilor sunt români (93,09%), iar pentru 6,84% nu se cunoaște apartenența etnică. Din punct de vedere confesional, majoritatea locuitorilor sunt ortodocși (80,07%), cu minorități de creștini după evanghelie (7,51%), evanghelici (3,2%) și penticostali (1,19%), iar pentru 7,43% nu se cunoaște apartenența confesională.

## Politică și administrație
Comuna Albeștii de Muscel este administrată de un primar și un consiliu local compus din 9 consilieri. Primarul, Cătălin Manta[*], de la Partidul Național Liberal, este în funcție din octombrie 2020. Începând cu alegerile locale din 2024, consiliul local are următoarea componență pe partide politice:
|  | Partid                          | Consilieri | Componența Consiliului | Componența Consiliului | Componența Consiliului | Componența Consiliului | Componența Consiliului | Componența Consiliului |
|  | ------------------------------- | ---------- | ---------------------- | ---------------------- | ---------------------- | ---------------------- | ---------------------- | ---------------------- |
|  | Partidul Național Liberal       | 6          |                        |                        |                        |                        |                        |                        |
|  | Uniunea Salvați România         | 1          |                        |                        |                        |                        |                        |                        |
|  | Partidul Social Democrat        | 1          |                        |                        |                        |                        |                        |                        |
|  | Alianța pentru Unirea Românilor | 1          |                        |                        |                        |                        |                        |                        |

## Istorie
La sfârșitul secolului al XIX-lea, comuna făcea parte din plasa Dâmbovița a județului Muscel și era formată din aceleași sate ca și astăzi, cu o populație de 894 de locuitori ce trăiau în 217 case. În comună funcționau o biserică și o școală mixtă. Anuarul Socec din 1925 consemnează comuna în aceeași plasă și în aceeași alcătuire, având 1384 de locuitori.
În 1950, comuna a fost transferată raionului Muscel din regiunea Argeș. În 1968, ea a trecut la județul Argeș, și-a schimbat numele în Albeștii de Muscel (pentru a se deosebi de o altă comună cu același nume deja existentă în acel județ), și a preluat satul Bughea de Sus de la comuna Bughea de Sus, desfiițată, sat ce a devenit reședința ei. Satul Bughea de Sus s-a separat din nou în 2004, reședința comunei Albeștii de Muscel devenind satul Albești.

## Contribuția sculptorilor în piatră din Albeștii de Muscel la restaurarea unor monumente istorice și de artă din România
În opera sa de sinteză Civilizația pietrei în arealul etnocultural Argeș-Muscel, etnologul Grigore Constantinescu a alocat un spațiu extins centrului de pietrari din zona de nord a fostului județ Muscel, relevând, printre altele, contribuția meșterilor pietrari la construirea sau refacerea unor monumente din spațiul de cultură și civilizația românesc, menționând că „exploatarea calcarului numulitic de Albești s-a intensificat în perioada edificării sau restaurării monumentelor de arhitectură feudală: Mănăstirea Curtea de Argeș, Mănăstirea Negru Vodă din Câmpulung-Muscel, Curtea domnească din Târgoviște etc.”.
În prim planul acestei constatări s-a invocat un document medieval „Condica de venituri și cheltuieli a vistieriei de la leatul 7202-7212”, întocmită de cancelaria domnească a lui Constantin Brâncoveanu (1688-1714), care cuprindea, printre altele, evidența sumelor achitate în 1694 „pietrarilor de la Albești pentru niște pietre ce au tăiat de treaba caselor domnești”, în 1696, „pentru plata pietrarilor ce au lucrat pietrele la Curtea domnească de la Târgoviște”, pentru ca, în 1698, să se menționeze suma de 30 de taleri drept valoarea „lucrării pietrelor de la foișorul din Târgoviște”.
Un document emis în anul 1673, în care se consemna „tocmeala pietrarilor de la Albești” pentru schitul Fedelsciori, menționa numele unui vătaf al acestora, Stoica, el fiind coordonatorul lucrărilor ce urmau a fi efectuate la acest edificiu religios.
Documentele medievale confirmă astfel parțial arealul geografic în care meșteri pietrari din Albeștii Muscelului efectuau operațiuni de consolidare și restaurare a unor construcții laice sau religioase din Țara Românească în perioada Evului Mediu.
Realizarea unor obiective din spațiul românesc de cultură și civilizație - 6, Podul de peste Dunăre construit, la Cernavodă, de Anghel Saligny, Palatul regal din București, Palatul Patriarhiei Bisericii Ortodoxe Române din Capitală, Palatul telefoanelor, Arcul de triumf din București, Opera Română, Teatrul Național, Hotelul Intercontinental, Casa Presei Libere (fosta Casa Scânteii), Podul prieteniei de la Giurgiu, Fabrica de penicilină Iași - și a unor monumente memoriale, cruci de piatră etc. nu ar fi fost posibilă fără participarea efectivă a unor meșteri pietrari din Albeștii Muscelului. 
În perioada secolului XX, dar și în secolele XXI, calcarul din Albești a fost utilizat în edificarea caselor de locuit, în special, pentru ornamentarea acestora (ancadramente la uși și la ferestre, stâlpi), lucrările de artă fiind efectuate în atelierul pietrarilor din Albești, situat în imediata apropiere a carierei de unde se exploata calcarul. 
Asigurarea materialului calcaros necesar lucrărilor angajate de către pietrarii albeșteni a fost facilitată de existența carierelor de exploatare a pietrei în zona sudică a satului Albești și în satul Cândești, în punctele: Colț, Dosul Coșerilor, Fruntea Plesnitorichii și Valea Pietroasă. 
La sfârșitul secolului al XIX-lea erau angajați în munca de extragere a minereului circa o sută de pietrari, majoritatea lor fiind formată din italieni specializați în efectuarea unor asemenea operațiuni, dar, mai ales, în edificarea sau restaurarea unor construcții laice și ecleziastice de amploare. 
Experiența acumulată de-a lungul vremii de către meșterii pietrari din Albești în acest domeniu a fost relevată de renumitul sculptor în piatră, Gheorghe Manta, care evoca, într-un interviu acordat sociologului Radu Oprea, participarea sa împreună cu alți pietrari din Albești la „renovarea mai multor monumente din țară: aripa de la Universitate, pe la Snagov, pe la diferite vile, am lucrat pe la Sinaia, la Castelul Pelișor, am lucrat la Mangalia, la Calu Bălan, la diferite hoteluri, la placagerie, pardoseli interioare, exterioare, la Biserica Cozia, la Curtea de Argeș etc. În afară de-astea, la monumente prin diferite orașe ale țării: Câmpulung, Constanța, Pitești, Sibiu, Slatina, Suceava și poate ar mai fi care mi-au scăpat.”
Meșterul pietrar Gheorghe Manta devine personajul central al reportajului intitulat „Pietrarii de platină de la Albeștii de Muscel” al publicistului Dumitru Mihalache, apărut în ziarul „Lumina” din 9 august 2012, sculptorul rememorându-și viața pe care o asociază constant cu munca la carieră și pe unele dintre șantierele unde a contribuit la consolidarea unor monumente: „Am lucrat 30 de ani în cariera de aici. Pentru mine, piatră este viața mea. Este o plăcere să o faci să vorbească. Să râdă. Să înflorească. Și eu moștenesc meșteșugul de la tata. Cea mai frumoasă lucrare pe care am executat-o mi se pare a fi cea de la Foișorul Sinaia. Am piatră lucrată de mine în fundațiile acestor două case, îmbrăcate cu coloane, cu tot ceea ce am putut face și eu în timpul liber. Am ridicat și troița asta de lângă casă. Este acolo o cruce mai mică, făcută de un om de aici, Isbășoiu, când a plecat pe front, în 1943, ca să-i rămână și lui numele. A trăit până la peste 80 de ani. Așa m-am gândit să fac și eu, să rămână ceva aici și de la mine. Să dăinuie, dacă tot sunt de meserie pietrar. Din nefericire, tradiția noastră nu mai interesează pe nimeni. Am trei feciori, dar niciunul nu a prins meseria. Piatra s-a lucrat rudimentar, cu ciocanul și cu dalta. La fel s-a ridicat și țara, și acum au distrus-o bandiții!...Mai am oleacă și plec și eu, și nu văd nimic să se facă bine acum. Dar asta este lumea, conchidea meșterul - o mărturisire de credință pentru o meserie pe care a respectat-o până la a o identifica cu propria sa viață”.

## Monumente istorice. Specific arhitectural

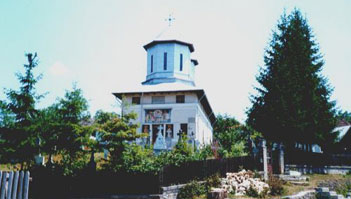
Biserica „Adormirea Maicii Domnului”, monument istoric

Arhitectura monumentelor istorice din Albeștii de Muscel este una populară tradițională musceleană, construcțiile de locuit fiind construite pe două niveluri. Nivelul inferior al acestora este destinat depozitării produselor pomicole în beciuri prevăzute cu paturi lungi pentru păstrarea fructelor. Nivelul superior este amenajat pentru locuit. Planul cvasi-generalizat al acestora este format din tindă centrală cu acces de pe sala etajului și două camere laterale, dintre care, „odaia bună” este rezervată pentru găzduirea oaspeților. Accesul la etaj se asigură pe o scară mascată de parapetul sălii.
Arhitectura postbelică relevă utilizarea pietrei în edificarea caselor, precum și tendința de ornamentare excesivă (ancadramente la uși și ferestre, stâlpi) - reflex al unei ocupații specializate; exploatarea carierei de calcar numulitic și efectuarea unor lucrări de artă la unele construcții de pe cuprinsul României: Castrul roman Jidova, Mânăstirea Curtea de Argeș, Podul de peste Dunăre de la Cernavodă construit de ing. Anghel Saligny, Palatul telefoanelor din București, Casa Scânteii (Casa Presei Libere), Casa Poporului (Palatul Parlamentului), Podul Prieteniei de la Giurgiu, Fabrica de penicilină din Iași, în complexele școlare din Câmpulung Moldovenesc și Bârlad, în unele blocuri de pe litoralul românesc, în monumente memoriale în care a fost încorporată o muncă asiduă, purtând amprenta cioplitorilor în piatră de la Albești.
Sculptura în piatră reprezintă arta tradițională care a impus localitatea ca un centru de referință în spațiul național românesc.
În comuna Albeștii de Muscel se află trei cruci de piatră vechi, clasificate ca monumente istorice memoriale sau funerare de interes național. Cea de lângă casa lui Bizon Gheorghe (nr. 130) din Albești datează din 1722; cea de pe islaz, aflată la 1 km nord-vest de Cândești, datează din 1724; iar crucea de hotar din fața casei lui Ion Izbășoiu (nr. 8) din Albești datează din 1661.
În rest, alte două obiective din comună sunt incluse în lista monumentelor istorice din județul Argeș ca monumente de interes local. Una este clasificată ca monument de arhitectură, biserica „Adormirea Maicii Domnului” (1877) din Albești; și o altă cruce de piatră, datând din 1820, aflată deasupra carierei de piatră, în fața casei Izbășoiu Otilia (nr. 440)  este clasificată ca monument memorial sau funerar.

## Personalități născute aici
- Iustin Moisescu (1910 - 1986), patriarh al Bisericii Ortodoxe Române;
- Aurică Simion (1938 - 1984), istoric;
- Alexandra Năftănăilă (n. 1991), cunoscută ca Sandra N., cântăreață de muzică dance.